# Informacijska vojska Ukrajine
Informacijska vojska Ukrajine (ukrajinsko IT-армія України) je prostovoljna organizacija za kibernetsko bojevanje, ustanovljena konec februarja 2022 za boj proti digitalnim vdorom v ukrajinski kibernetski prostor po začetku ruske invazije na Ukrajino 24. februarja 2022.

## Oblikovanje
26. februarja 2022 je minister za digitalno transformacijo in prvi podpredsednik ukrajinske vlade Mihajil Fedorov napovedal ustanovitev informacijske vojske.
Po poročanju Reutersa je ukrajinska vlada zaprosila za prostovoljce iz hekerskega podzemlja v državi, ki bi pomagali zaščititi kritično infrastrukturo in izvajati misije kibernetskega vohunjenja proti ruskim vojakom. Jegor Aušev, soustanovitelj ukrajinskega podjetja za kibernetsko varnost, je zapisal: »Ukrajinska kibernetska skupnost! Čas je, da se vključimo v kibernetsko obrambo naše države,« in prosil hekerje in kibernetike, da oddajo vlogo z navedbo njihovih referenc (npr. razvoj zlonamerne programske opreme)

## Cilji
Prostovoljci, ki so se pridružili skupini, so razdeljeni na ofenzivne in obrambne kibernetske enote. Medtem ko bi ofenzivna prostovoljna enota pomagala ukrajinski vojski pri izvajanju operacij digitalnega vohunjenja proti vdoru ruskih sil, bi obrambno enoto uporabljali za obrambo kritične infrastrukture.  Kibernetski napadi so usklajeni prek kanala Telegram.

## Dejavnost
- Fedorov je zaprosil za pomoč kibernetskih strokovnjakov in na Telegramu objavil seznam 31 spletnih strani ruskih podjetij in državnih organizacij.[5][6][4]
- 28. februarja 2022 je informacijska vojska vdrla v spletno stran Moskovske borze. Enota je objavila, da so potrebovali le pet minut, da so spletno mesto naredili nedostopno.[7][8][9]
- Istega dne je enota vdrla v spletno stran Sberbank, največje banke v Rusiji. Informacijska vojska je sprožila napade tudi na druga ruska in beloruska spletna mesta, med drugim na ruske in beloruske vladne spletne strani, med drugim FSB in belorusko državno tiskovno agencijo BelTA.[6][10]
- Po poročanju Reutersa skupina cilja na ruska električna omrežja in železnice z namenom zaustavitve ruskega prodiranja. To je vključevalo tehnologije, kot je GLONASS.